# Lijst van voetbalinterlands Amerikaans-Samoa - Tahiti (vrouwen)
Deze lijst van voetbalinterlands is een overzicht van alle officiële voetbalinterlands tussen de nationale vrouwenteams van Amerikaans-Samoa en Tahtiti. De landen hebben tot nu toe één keer tegen elkaar gespeeld.

## Wedstrijden
| № | Plaats | Datum            | Competitie        | Wedstrijd                 | Uitslag |
| - | ------ | ---------------- | ----------------- | ------------------------- | ------- |
| 1 | Nouméa | 5 september 2011 | Vriendschappelijk | Amerikaans-Samoa − Tahiti | 0 − 4   |

## Samenvatting
| Competitie        | Totaal gespeeld | Winst Amerikaans-Samoa | Gelijk | Winst Tahiti | Doelsaldo Amerikaans-Samoa – Tahiti |
| ----------------- | --------------- | ---------------------- | ------ | ------------ | ----------------------------------- |
| Vriendschappelijk | 1               | 0                      | 0      | 1            | 0 − 4                               |
| Totaal            | 1               | 0                      | 0      | 1            | 0 − 4                               |